# قرة قباق عليا
قرة قباق عليا هي قرية في مقاطعة بارس أباد، إيران. عدد سكان هذه القرية هو 82 في سنة 2006.